# Wydział Konserwacji i Restauracji Dzieł Sztuki Akademii Sztuk Pięknych w Warszawie
Wydział Konserwacji i Restauracji Dzieł Sztuki Akademii Sztuk Pięknych w Warszawie – jeden z dziewięciu wydziałów Akademii Sztuk Pięknych w Warszawie. Jego siedziba znajduje się przy ul. Wybrzeże Kościuszkowskie 37.

## Struktura
- Katedra Konserwacji i Restauracji Malarstwa na Podłożach Ruchomych i Rzeźby Drewnianej Polichromowanej
- Katedra Konserwacji i Restauracji Starych Druków i Grafiki
- Katedra Konserwacji i Restauracji Rzeźby i Elementów Architektury
- Katedra Konserwacji i Restauracji Tkanin Zabytkowych
- Katedra Konserwacji i Restauracji Malarstwa Ściennego
- Katedra Technik i Technologii Malarstwa Sztalugowego
- Międzykatedralna Pracownia Konserwacji i Restauracji Zabytków Archeologicznych i Etnograficznych
- Międzykatedralna Pracownia „Novum” Ochrony i Konserwacji Sztuki Nowoczesnej i Współczesnej
- Katedra Kształcenia Ogólnoplastycznego
- Zakład Badań Specjalistycznych i Technik Dokumentacyjnych[4]

## Kierunki studiów
- Konserwacja

## Władze
Dziekan: prof. ASP dr hab. Monika Jadzińska
Prodziekan DS. Studenckich: ad. dr Mateusz Jasiński, Prodziekan DS. Jakości kształcenia: ad. dr Monika Stachurska